# Lorenzo de Tonti
Lorenzo de Tonti (* um 1630 in Neapel; * vermutlich 1695 in Paris) war ein italienischer Bankier. Er gilt als der Erfinder der Tontine, einer Art Rentenversicherung mit glücksspielartigen Elementen.

## Leben und Wirken
Über das Leben von Lorenzo de Tonti ist wenig bekannt. Er war um 1630 (nach anderen Quellen dagegen um 1620) geboren. Tonti war Gouverneur von Gaeta. Er war ein angesehener neapolitanischer Bankier und war mit Isabelle di Lietto verheiratet.
Vermutlich in Gaeta kam 1649 oder 1650 Sohn Henri de Tonti (1649–1704) zur Welt, der später nach Nordamerika ging und 1686 entscheidend zur ersten europäischen Siedlung im unteren Mississippi-Tal beitrug. Kurz vor oder kurz nach der Geburt des Sohnes Henri verließ die Familie die Heimat, um der Verfolgung – aufgrund der Verstrickung in einen erfolglosen Aufstand gegen die spanische Besatzung in Neapel – zu entgehen. Die Familie zog nach Paris. In Paris kam, um 1659, ein weiterer Sohn Alphonse de Tonti (* um 1659; † 1727) zur Welt, der zur ersten europäischen Besiedlung in Detroit beitrug.
Tonti erlangte eine politisch einflussreiche Position an den Höfen von Paris. Er wurde von Kardinal Mazarin, dem Nachfolger von Kardinal Richelieu gefördert. Mazarin war für die französischen Finanzen verantwortlich, um die es damals bedenklich stand. Schuld waren ein ineffizientes Steuersystem und hohe Militärausgaben. Da Versuche in den späten 1640er Jahren, die Steuern zu erhöhen, in Rebellionen mündeten, suchte Mazarin andere Wege zur Sanierung der Finanzen.
Tonti lieferte Mazarin folgende Idee: Bürger sollten vom Staat eingeladen werden, in einen gemeinsamen Fonds Geld einzubringen, aus dem sie wiederum zeitlebens regelmäßige Rentenzahlungen erhalten. Sterben einzelne Anspruchsteller, erhalten die verbliebenen höhere Zahlungen. Sind alle Anspruchsteller verstorben, fällt das verbliebene Kapital komplett an den französischen Staat zurück. Damit gilt Tonti als der Erfinder der Tontine, einer frühen Form der Rentenversicherung mit glücksspielartigen Elementen. Als Zeitpunkt der Erfindung wird überwiegend das Jahr 1653 angegebenen. Allerdings war seine Erfindung nicht vollkommen neu, denn ein ähnliches System namens montes pietatis (eine Art Aussteuerversicherung) hatte es zuvor bereits in Italien gegeben.
Für seine neue Idee konnte Tonti zwar den „Sonnenkönig“ Ludwig XIV. gewinnen, nicht jedoch das französische Parlament. Zum einen stieß die Ähnlichkeit mit einem Glücksspiel auf Vorbehalte, zum anderen traten sofort die naheliegenden Bedenken auf, dass die an der Versicherung teilnehmenden Bürger sich gegenseitig töten könnten, da sie damit ihre eigenen Rentenansprüche mehren konnten.
Tonti wurde 1668 unter ungeklärten Umständen in die Bastille geworfen, von wo er sieben Jahre später wieder freikam, jedoch seiner einflussreichen Stellung beraubt. Er starb vermutlich im Jahre 1695.
So kam es, dass es Tonti nicht mehr miterlebte, als die erste Tontine in Frankreich 1689 gestartet wurde, lange nach deren Einführung 1670 in den Niederlanden.
Mit dieser Tontine sammelte Frankreich Finanzmittel für den Pfälzischen Erbfolgekrieg gegen Britannien, die Niederlande und das Habsburgische Österreich. Es wurde jedoch viel weniger Geld eingenommen als geplant. Der Krieg dauerte neun Jahre und brachte auch für Frankreich hohe Verluste mit sich.

## Trivia
Ein Hedgefonds, der Lorenzo Tonti hedge fund von Axis Capital Management, ist nach Tonti benannt worden.